# Eucallista purpurata
Eucallista purpurata (nomeada, em inglês, purple clam ou purple Amiantis; este segundo nome derivado de sua antiga classificação científica: Amiantis purpurata, assim grafada até a primeira década do século XXI; em castelhano, na América do Sul, almeja púrpura; em português, no Brasil, amêijoa-rosa, amêijoa-da-areia ou cernambi – Segundo o Dicionário Aurélio a denominação "cernambi" é dada especialmente para Anomalocardia flexuosa; ainda citando Amarilladesma mactroides e Erodona mactroides sob tal nome, com o Dicionário Houaiss mudando sua grafia para sernambi (ou sarnambi) e acrescentando, além de Eucallista purpurata, também Tivela mactroides, Donax hanleyanus e Phacoides pectinatus) é uma espécie de molusco Bivalvia, marinha e litorânea, da família Veneridae e gênero Eucallista, classificada por Jean-Baptiste de Lamarck em 1818; originalmente denominada Cytherea purpurata e incluída em sua obra Histoire Naturelle des Animaux sans Vertèbres. Tome 5. Paris: Deterville/Verdière, 612 pp. É a única espécie do seu gênero (táxon monotípico). Habita as costas da região sudeste e região sul do Brasil, no oeste do Atlântico, do Espírito Santo até o Uruguai e o golfo de San Matías, na Argentina; enterrando-se na areia da zona entremarés das praias de declive suave, até os dois metros de profundidade. É usada para a alimentação humana, no Brasil, e pode ser encontrada em sambaquis, do Espírito Santo até o Rio Grande do Sul.

## Descrição da concha
Eucallista purpurata possui concha subtrigonal ou suborbicular, de valvas infladas e com umbo recurvado; vítreas em seu brilho, engrossadas e de margens arredondadas; esculpida em ondulações formadas por linhas de crescimento concêntricas e atingindo 8.5 centímetros de comprimento, quando desenvolvidas. Sua coloração é marrom, tingida com laivos purpúreos ou violácos em seu perióstraco, sendo esta uma característica que a diferencia das demais espécies de sua área de distribuição. Interior das valvas branco e aporcelanado. Alguns espécimes podem ter sua coloração pálida ou, até mesmo, branca; com alguns espécimes podendo ter faixas desta coloração, ou alaranjadas.

## Uso humano
Além de ser comestível, o livro Conchas Marinhas de Sambaquis do Brasil afirma que no estado do Rio de Janeiro esta é uma das espécies presentes nos vestígios arqueológicos dos sítios Saquarema, Pontinha e Moa, nos quais encontram-se alguns exemplares bem preservados, apresentando pequenas perfurações que indicariam que, além de participar da dieta alimentar dos povos indígenas do Brasil, Eucallista purpurata também deveria ser utilizada para a ornamentação corporal, devido à sua coloração púrpura.